# Бари Алън
Бари Алън (Светкавицата) (1966 – 1986) e персонаж от поредиците на ДиСи Комикс. Използвайки своите свръхчовешки скоростни сили, се превръща в супер герой и се бори срещу престъпността. Неговото положение в семейство Светкавици е наследство, наследява титлата Светкавицата от първородния Джей Гарик (1940-) и е предшественик на Уоли Уест, който също по-късно наследява титлата (1986 – 2006, 2007-).

## Произход
Бари Алън и неговият брат близнак се раждат с две седмици закъснение от Нора Алън, съпруга на Хенри Алън, в малкия град Фолвил, Айова. Брат му – Малкълм Тоун, е обявен за мъртвороден от д-р Гилмор. В действителност братът на Бари се е родил здрав, е даден на семейство Тоун, чието дете е мъртвородено. С късния си час на раждане, Бари само предвещава лошия си навик винаги да закъснява. Бари израства в четене на приключенията на любимия си супер герой, Джей Гарик, оригиналната Светкавица. В много от приключенията на героя участва и неговата приятелка и бъдеща актриса, Дафни Дийн. Той е един от основателите на Лигата на справедливостта (Американската лига на справедливостта).
Когато Бари бил дете, майка му е убита, а баща му е осъден за престъплението, което не е извършил. Доказването на невинността на Хенри Алън дава на Бари силна вяра в правосъдието.
В гимназията Бари има репутация на бавен и сговорчив човек. На първата им среща, води приятелката си на панаир. Приятелката му иска да внесе малко оживление в живота му и го води на влакчето на ужасите. Той развива страх от влакчето на ужасите, страх, който го преследва доста години.
Бари обича химията от ранна възраст и това му помага в работата му като фермер. Той печели първото място във Фолвил на местния земеделски панаир. Наградата е стипендия за университет в Сън Сити. Завършва след три години със специалност органична химия и втора специалност - криминология.
Като студент, Бари помага на властите да арестуват един банков обирджия. От криминологичния отдел на полицейския участък в Сентрал Сити му предлагат да работи като криминолог. Нетърпелив да отиде в родния град на героя си от детството, Кийстоун Сити, той приема предложението.
След като се премества в Сентрал Сити и получава апартамент с лаборатория, Бари започва да се среща с репортерката Айрис Уест от Picture News, с която се е запознава, докато разследва нашумяло убийство, а тя предава на живо от местопрестъплението. Тя е очарована от неговата честност и стабилност.
Една нощ, по време на гръмотевична буря, Бари се връща към експеримент след кратка почивка. Изведнъж през прозореца пада мълния, разбива химическата лаборатория и покрива Бари с електрифицираните химикали, намиращи се там. Зашеметен, той решава да се върне у дома с такси. Едно такси го подминава без да го забележи. Бари спринтира след него, само да тича направо покрай него, като че ли то все още стоеше неподвижно. Той реши да седне и да си събере мислите си в закусвалня. Преминаваща сервитьорка случайно разлива яденето на подноса върху Бари, който удивително улавя всичко в средата на въздуха и ги връща в тавата. На следващия ден Бари спасява Айрис от случаен куршум. Нямаше никакво съмнение за това: необичайният инцидент някак си беше дал на Бари свръхчовешка скорост!

## Светкавицата
Решавайки да използва новите си способности, за да помогне на човечеството, Бари си прави специален костюм. Той използва специален полиестер, който създава в колежа и би могъл да се формира от течен материал в миниатюрни тоалети, които, когато се потопят в специална течност, стават чувствителни към водород, като се разширяват при контакт на водорода с въздуха. Зарядът от захранван с батерия пръстен, който носи на ръката си, кара плата да освободи допълнително водород и костюмът му се смалява и прибира в пръстена. Бари по-късно преразглежда процеса, правещ плата чувствителен към азот. Той се нарича Светкавицата в знак на почит към идола си от детството. Бари за кратко си мисли да е облечен с костюм, който да покаже лицето му, както при Джей Гарик, но решава, че ще е най-добре да използва маска за прикриване на истинската си самоличност. Първият злодей, срещу който се изправя е Човекът костенурка (Turtle Man).

## Лигата на справедливостта
Като Светкавицата, Бари по-късно става един от основателите на Американската лига на справедливостта, където той се сприятелява с Хал Джордан (Зеления фенер), с който той е имал много приключения – с и без Лигата на справедливостта. Още по-късно, той открива, че Джей Гарик е реален и става приятел с него.

## Кид Светкавицата
По време на едно лято племенникът на Айрис, Уоли Уест, посещава Сентрал Сити, за да я види. Той е бил много голям фен на Светкавицата и знаел, че гаджето на леля му е приятел със Светкавицата, така че е била организирана среща. Светкавицата предложил да отговори на всички въпроси на Уоли, така че Уоли го попитал как е получил силите си. Светкавицата обяснил събитията от това, което се е случило, причинявайки на Уоли да си пожелае на глас - нещо подобно да се случи на него. Това се случи, когато Бари нарежда химическата кутия в лабораторията си, както в деня, когато е станал Светкавицата, и има буря в следобедните часове на посещението на Уоли. Изведнъж, почти в отговор на желанието на Уоли, гадният инцидент, който дава сили на Бари, се повтаря, но този път, обхващащ Уоли в електрически заредени химикали. Сега, притежаващ същите правомощия като Светкавицата, Уоли първо облича по-малък размер копие на костюма на Светкавицата и репортерите от Picture News го назовават „Кид Светкавицата“ в едно заглавие. Оригиналният костюм на Уоли по-късно се трансформира в нов жълт и червен дизайн. Като Кид Светкавицата Уоли носел този костюм в продължение на много години, докато той надраства тийнейджърското му прозвище и става новата Светкавица, като носи костюма на Бари.

## Брак
В крайна сметка Бари предлага брак на Айрис на Виенското колело на панаира. Тя приема и те се женят, въпреки усилията на професор Зуум, който се опитва за да провали церемонията. Бари криел своята самоличност от Айрис една година, макар че тя е знаела през цялото време, защото е говорил в съня си на медения им месец. Той е притеснен, че инцидентът го е направил по-малко човек и че те няма да могат да имат деца. Въпреки това, след извършване на много тестове тази година, той определя, че те все още биха могли, и той разкрива тайната си. Обаче не след дълго професор Зуум отнема живота на Айрис на някакъв маскарад. Бари го преследва до потока на времето и го оставя там.